# Lanza térmica

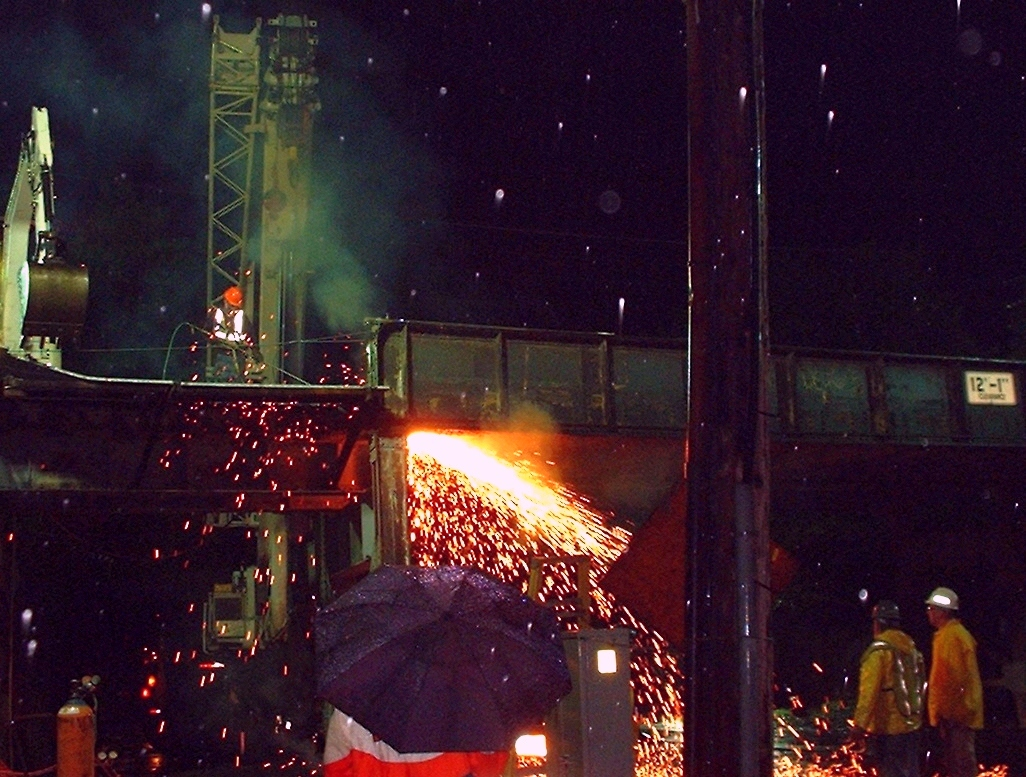
Lanza térmica en uso, cortando un puente ferroviario, para desguace.

La lanza térmica, también conocida como lanza de oxígeno, lanza de fusión o barra quemante, es una herramienta usada en demoliciones o cerrajería que tiene la capacidad de fundir acero, penetrando en prácticamente cualquier material gracias a la temperatura alcanzada. Puede trabajar sumergida en agua dulce y salada.

## Historia
La perforación con la lanza térmica o el desbaste con ella fue inventado en Francia hacia los años 1930 y muy largamente utilizada en la Segunda Guerra Mundial en Francia para desmantelar casamatas, de infraestructuras metálicas…
Consiste en un tubo de hierro de longitud conveniente (mejor cuanto más largo) relleno de un haz de varillas de hierro enriquecido con magnesio. Su uso se inicia calentando, mediante el uso de un soplete, el extremo libre de la lanza térmica y seguidamente se abre el paso de oxígeno (de 4 a 7 kg/cm²) para que circule por el interior de la lanza. Con ello se logra que se inicie la ignición en la punta de la lanza, que queda dispuesta para realizar la perforación. En este momento la temperatura en la punta oscila entre 3.500 °C a 4.300 °C. El consumo de lanza es variable, de 5 dm/min 

## Ventajas e inconvenientes de la técnica

### Ventajas
- Desarme y corte de materiales múltiples con un mismo material (por ejemplo: hormigón, inox, aleaciones, aluminio).
- Relativamente silencioso, salvo el silbido del gas bajo presión.
- Sin efectos mecánicos ni vibraciones.
- Rapidez de puesta en servicio y de ejecución.
- Poco escombro (botellas de gas y lanzas).

### Inconvenientes
- Utilización de oxígeno y sus problemas ligados.
- Difícil protección del operario.
- Humos.
- Personal altamente entrenado y conocedor de la tarea técnica.
- Fuerte energía irradiada.